# Лас Палмас де Гран Канарија
Лас Палмас де Гран Канарија (шп. Las Palmas de Gran Canaria) је главни град шпанске покрајине Лас Палмас и највећи град аутономне заједнице Канарских острва. Налази се на 150 km од Африке, на 1350 km од Иберијског полуострва и Европе, и на само 6 сати авионом од Америке.

## Географија
Област заузима површину од 100,55 km² и на висини је од 8 m. Суседне области су Санта Брихида на југу и Арукас на западу. По попису од 2005. године град има 378.628 становника. Значају града доприноси и лука која је друга по величини на Атлантском океану.

### Клима
У Лас Палмасу је често веома облачно. Овај феномен који становници зову „Магарчев трбух“ (шп. Panza de burro) довео је до тога да се туризам из главног града на југу Гран Канаријаса преместио и то искључиво на Маспаломас и Коста Моган. Када на југу сија сунце, може се десити да у Лас Палмасу пада киша. По статистичким подацима Лас Палмас има највише падавина.
| Клима (Лас Палмас де Гран Канарија) | Клима (Лас Палмас де Гран Канарија) | Клима (Лас Палмас де Гран Канарија) | Клима (Лас Палмас де Гран Канарија) | Клима (Лас Палмас де Гран Канарија) | Клима (Лас Палмас де Гран Канарија) | Клима (Лас Палмас де Гран Канарија) | Клима (Лас Палмас де Гран Канарија) | Клима (Лас Палмас де Гран Канарија) | Клима (Лас Палмас де Гран Канарија) | Клима (Лас Палмас де Гран Канарија) | Клима (Лас Палмас де Гран Канарија) | Клима (Лас Палмас де Гран Канарија) | Клима (Лас Палмас де Гран Канарија) |
| Показатељ \ Месец                   | .Јан.                               | .Феб.                               | .Мар.                               | .Апр.                               | .Мај.                               | .Јун.                               | .Јул.                               | .Авг.                               | .Сеп.                               | .Окт.                               | .Нов.                               | .Дец.                               | .Год.                               |
| ----------------------------------- | ----------------------------------- | ----------------------------------- | ----------------------------------- | ----------------------------------- | ----------------------------------- | ----------------------------------- | ----------------------------------- | ----------------------------------- | ----------------------------------- | ----------------------------------- | ----------------------------------- | ----------------------------------- | ----------------------------------- |
| Средњи максимум, °C (°F)            | 20,6 (69,1)                         | 21,0 (69,8)                         | 21,8 (71,2)                         | 22,1 (71,8)                         | 23,1 (73,6)                         | 24,7 (76,5)                         | 26,5 (79,7)                         | 27,1 (80,8)                         | 27,1 (80,8)                         | 25,8 (78,4)                         | 23,8 (74,8)                         | 21,8 (71,2)                         | 23,8 (74,8)                         |
| Средњи минимум, °C (°F)             | 14,7 (58,5)                         | 14,9 (58,8)                         | 15,4 (59,7)                         | 15,7 (60,3)                         | 17 (63)                             | 18,7 (65,7)                         | 20,4 (68,7)                         | 21,2 (70,2)                         | 21,2 (70,2)                         | 19,7 (67,5)                         | 17,9 (64,2)                         | 15,7 (60,3)                         | 17,7 (63,9)                         |
| Количина падавина, mm (in)          | 18 (7,1)                            | 24 (9,4)                            | 14 (5,5)                            | 7 (2,8)                             | 2 (0,8)                             | 0 (0)                               | 0 (0)                               | 0 (0)                               | 10 (3,9)                            | 13 (5,1)                            | 18 (7,1)                            | 27 (10,6)                           | 143 (56,3)                          |
| [ тражи се извор ]                  |                                     |                                     |                                     |                                     |                                     |                                     |                                     |                                     |                                     |                                     |                                     |                                     |                                     |

## Становништво
Према процени, у граду је 2008. живело 381.123 становника.

| 1989.   | 1996.   | 2002.   | 2004.   |
| ------- | ------- | ------- | ------- |
| 354.877 | 355.563 | 354.863 | 376.953 |

## Архитектура
Познате грађевине у старом граду, „Вегети“ (шп. Vegueta), су петобродна катедрала Санта Ана из 1497. године, која је и седиште бискупије Канарских острва и Каса Колон, раскошна грађевина у коме се налази музеј Колумбо.
Шеталиште поред обале, Пасео де лас Кантерас, се убраја у најлепша шеталишта на свету. На северној страни града, на обали, налази се Аудиторио Алфредо Краус саграђен 1997. године. У граду је рођен и познати писац Бенито Перез Галдос, кога још називају и шпанским Балзаком, као и сликар Маноло Миљарес Саљ.

## Музеји
У граду је познат Мусео Канарио са колекцијом старих предмета са канарских острва, Мусео Нестор посвећен радовима канарских сликара, затим Каса Мусео Перез Галдос са радовима познатих писаца, научни музеј Мусео Едлер на Парке Санта Каталина и центар за модерну уметност Сентро Атлантико де Арте Модерно где се излажу радови уметника из читавог света.

## Карневали
У Лас Палмасу сваке године у фебруару је карневал. Такође, овде постоји конкуренција између Лас Палмаса и Санта Круз де Тенерифе, главног града суседног острва Тенерифе. Ова стара свађа позната је под називом Плеито Инсулар.

## Саобраћај
Туристички значајно језгро града је последњих година растерећено.

## Партнерски градови
- Ротердам
- Сан Антонио
- Палма
- Кадиз
- Мостолес
- Херез де ла Фронтера
- Chimbote
- Саламанка
- Сан Кристобал де ла Лагуна
- Гарачико
- Каракас
- Altagracia de Orituco
- Нуадибу
- Рабат
- Праја

## Познати рођени у овом граду
- Хавијер Бардем, шпански глумац
- Бенито Перез Галдос, шпански писац
- Алфредо Краус, шпански певач